# Polysarcus
Polysarcus is een geslacht van rechtvleugeligen uit de familie sabelsprinkhanen (Tettigoniidae). De wetenschappelijke naam van dit geslacht is voor het eerst geldig gepubliceerd in 1853 door Fieber.

## Soorten
Het geslacht Polysarcus omvat de volgende soorten:
- Polysarcus denticauda Charpentier, 1825
- Polysarcus elbursianus Uvarov, 1930
- Polysarcus scutatus Brunner von Wattenwyl, 1882
- Polysarcus zacharovi Stshelkanovtzev, 1910
- Polysarcus zigana Ünal & Chobanov, 2013